# رود تسیپا
رود تسیپا (انگلیسی: Tsipa) یک رودخانه در استان بوریاتیای کشور روسیه است.